# لیگ افسانه‌ها
لیگ افسانه‌ها (به انگلیسی: League of Legends) یا به‌طور مختصر LoL، یک بازی ویدئویی ورزش الکترونیک در سبک میدان جنگ چندنفره آنلاین (موبا) است که توسط رایت گیمز برای سیستم‌عامل‌های مایکروسافت ویندوز و مک‌اواس توسعه و منتشر شده‌است. این بازی با مدل فری‌میوم و با الهام گرفتن از مود بازی وارکرفت ۳: تخت یخ‌زده با عنوان دفاع از باستانیان ساخته شد. این بازی در ۲۷ اکتبر ۲۰۰۹ عرضه شد، اما به‌طور مرتب در قالب وصله‌ها به روز رسانی می‌شود.
در ژوئیه ۲۰۱۲ لیگ افسانه‌ها بیشترین میزان زمان بازی را در آمریکای شمالی و اروپا به خود اختصاص داد. همچنین در ژانویه ۲۰۱۴ این بازی ۶۷ میلیون بازیکن در ماه و روزانه ۲۷ میلیون بازیکن و بیش از ۷٫۵ میلیون بازیکن فعال در ساعت داشت.

## گیم پلی
هر ده بازیکن در بازی، می‌توانند فقط یک قهرمان را کنترل کنند. در حال حاضر بیش از ۱۶۲ قهرمان وجود دارد که قهرمانان جدید به‌طور مداوم در طول زمان اضافه می‌شوند. هر قهرمان توانایی‌ها و قدرت‌های ویژه ای با سبک بازی منحصر به فرد خود را دارد.

## تحریم ایران
در پی تنش سیاسی ایالات متحده با ایران و موج جدید تحریم‌ها، در تاریخ ۱ تیر ۱۳۹۸، بازیکنان ایرانی هنگام ورود به بازی با این پیام مواجه شدند:
به علت قوانین و مقررات ایالات متحده، بازیکنان در کشور شما نمی‌توانند به بازی لیگ افسانه‌ها در حال حاضر دسترسی داشته باشند. چنین محدودیت‌هایی می‌تواند توسط دولت ایالات متحده تغییر کند و اگر این اتفاق بیوفتد، ما دوباره دسترسی شما را به بازی آزاد خواهیم کرد.
در نهایت مشخص شد این محدودیت دسترسی باری بازیکنان ایرانی دائمی و برای همه ارائه‌دهندگان سرویس رساننده خدمات اینترنتی (ISP) در ایران است.

## مجموعه تلویزیونی
آرکین یک مجموعه تلویزیونی در سبک انیمیشین است که با اقتباس از این بازی در سال ۲۰۲۱ از نتفلیکس منتشر گردید. منتقدانی که در مورد این سریال صحبت به زبان می‌آورند، به تمجید از آن پرداخته‌اند.
در حال حاضر دو فصل ۹ قسمته از این سریال پخش شده است.